# Дальпе
Дальпе (італ. Dalpe) — громада  в Швейцарії в кантоні Тічино, округ Левентіна.

## Географія
Громада розташована на відстані близько 115 км на південний схід від Берна, 37 км на північний захід від Беллінцони.
Дальпе має площу 14,6 км², з яких на 2,1% дозволяється будівництво (житлове та будівництво доріг), 16,3% використовуються в сільськогосподарських цілях, 49,7% зайнято лісами, 31,9% не є продуктивними (річки, льодовики або гори).

## Демографія
2019 року в громаді мешкало 171 особа (-1,7% порівняно з 2010 роком), іноземців було 8,2%. Густота населення становила 12 осіб/км².
За віковим діапазоном населення розподілялося таким чином: 10,5% — особи молодші 20 років, 53,2% — особи у віці 20—64 років, 36,3% — особи у віці 65 років та старші. Було 77 помешкань (у середньому 2,2 особи в помешканні).
Із загальної кількості 52 працюючих 5 було зайнятих в первинному секторі, 30 — в обробній промисловості, 17 — в галузі послуг.